# Sancheong-gun
Sancheong-gun är en landskommun (gun)  i den sydkoreanska provinsen Södra Gyeongsang. Kommunen har 35 430 invånare (2020). 
Sancheong-gun är indelad i en köping (eup) och tio socknar (myeon): 
Chahwang-myeon,
Danseong-myeon,
Geumseo-myeon,
Obu-myeon,
Saengbiryang-myeon,
Saengcho-myeon,
Samjang-myeon,
Sancheong-eup,
Sicheon-myeon,
Sinan-myeon och
Sindeung-myeon.
Sancheong är geografiskt sett i en tvetydig plats, så det finns inte många företag där. Representativa företag i Sancheong inkluderar Yulgok, Mirae Aviation, GS Cable, Jirisan Sancheong Spring Water, Ice Olly, Sancheong Food, Sancheong Beverage och DHM.